# Orhideea Health & Spa
Orhideea Health & Spa este cel mai mare centru spa din București, deschis în 2011. 
Localizat în cadrul ansamblului rezidențial Orhideea Gardens,de pe Calea Plevnei, Orhideea Health & Spa are o suprafață construită de 3000 mp care include o piscină de agrement, o piscină de copii, o baie cu apă și aer, un hamam, două saune uscate (finlandeză și cu infraroșii), duș scoțian, băi Kneipp, săli de terapii, zone de relaxare, Tepidarium, duș Vichy precum și un centru fitness cu săli cardio, greutăți libere, forță, kinetoterapie, aerobic și spinning.
La Gala Premiilor de Execlenta in Ospitalitate 2013 Arhivat în 7 iunie 2013, la Wayback Machine., Orhideea Health & Spa a obtinut locul al treilea in topul national, adica singurul spa din Bucuresti premiat cu această ocazie.
Orhideea Helath & Spa este deținut de Fundatia pentru Sanatate Orhideea Spa.
Număr de angajați în 2011: 42
Număr de angajați în 2012: 35